# Centro de Naturaleza de New Canaan
El Centro de Naturaleza de New Canaan en inglés : New Canaan Nature Center es un área preservada, jardín botánico y arboreto de 40 acres (16 hectáreas) de extensión, en New Canaan, Connecticut. 
Esta arboreto y jardín botánico centra su interés en las plantas de la región, la ecología y el carácter del sudoeste de Nueva Inglaterra. 
Este Centro de Naturaleza está encuadrado como una organización medioambiental y santuario de naturaleza 501(c)3 sin ánimo de lucro. 

## Localización
Se ubica en la "Route 124", a unos 0,25 millas (0,4 km) al norte del centro de New Canaan.
New Canaan Nature Center 144 Oenoke Ridge, New Canaan, Fairfield County, Connecticut CT 06840, United States of America-Estados Unidos de América.
Planos y vistas satelitales.41°9′12.6″N 73°30′9″O / 41.153500, -73.50250
Los senderos y los jardines están abiertos desde el amanecer hasta el anochecer y la entrada es gratuita para el público. 

## Historia
El Centro de Naturaleza fue establecido en 1960 en la antigua finca de la señorita Susan Dwight Bliss. Este sitio de 40 acres fue donado a la ciudad de New Canaan para el estudio de la naturaleza, horticultura y ciencias afines.
La ciudad sigue siendo propietaria de los terrenos y edificios, y proporciona soporte de mantenimiento. Una amplia gama de programas innovadores de educación ambiental del centro de naturaleza generan más del 60% de sus ingresos anuales. El resto se completa a través de membresía, donaciones privadas de individuos, fundaciones y corporaciones, así como a través de eventos especiales.

## Colecciones
Los terrenos de este centro de naturaleza cuenta con diversos hábitat, incluyendo prados húmedos y secos, bosques, dos estanques, densos matorrales, un antiguo huerto y una zona de humedal con espadañas. Dos millas de senderos atraviesan estos terrenos lo que las convieten es una de las seis mayores pistas de espacio abierto en New Canaan.
El Centro de Naturaleza alberga las siguientes colecciones:
- The Arboretum (Arboreto) la anterior propietaria del centro de naturaleza Susan Dwight Bliss, plantó un pequeño arboreto,que incluye especímenes notables de árboles nativos y exóticos. Aquí se encuentra un espécimen de gran tamaño del pino Sciadopitys verticillata raro en la zona, así como un grupo de Chamaecyparis pisifera ‘Squarrosa’ y Chamaecyparis pisifera ‘Plumosa’. También hay una hilera del pino japonés Pinus densiflora ‘Umbraculifera’, con un aspecto fuera de lo corriente y una corteza roja ornamental, así como Fagus sylvatica ‘Atropunicea’ y ‘Pendula’, Cercis canadensis, Acer palmatum ‘Dissectum-Pendula’, Pinus cembra y Picea abies ‘Repens’.
- Sally Waters Herb Garden (Jardín de hierbas Sally Waters), Los terrenos donde se ubicaban los invernaderos originales forman los lechos de cultivo en parterre. Las diferentes clases de plantas tienen un propósito triple: la educación, la economía y el placer. Proporcionan una buena cosecha durante todo el año, y los sentidos se agudizan como trabajadores y visitantes de sabor, olor, sentir o ver las plantas de la leyenda, la tradición y el comercio. Así Allium, Thymus, Nasturtium, Calendulas, Artemisia, Digitalis purpurea, Alchemilla, Vinca rosea. .
- The Wildflower Garden(Jardín de flores silvestres) este jardín ganó en 1997 el galardón del "Homer Lucas Landscape Award" otorgado por la New England Wild Flower Society. Alrededor del 90% de los especímenes de plantas en el jardín de flores silvestres son especies nativas, incluyendo sanguinaria, Aquilegia, Podophyllum peltatum, Arisaema triphyllum, Geranium maculatum, Maianthemum racemosum, Trientalis borealis y Trillium. Perennes amantes de la sombra incluyen Lamprocapnos spectabilis, iris crestados, Polemonium, hepática, Asarum europaeum y Mertensia virginica, Azaleas, rhododendron, y un grupo del característico laurel de montaña Kalmia latifolia.
- James L. Crider Memorial Bird and Butterfly Garden (Jardín de las mariposas y de los pájaros en honor de James L. Crider) Ocupa la soleada cara sur del invernadero y está cultivado con plantas perennes que son base de sustento de mariposas y de colibrís con interés en todas las estaciones del año. Originalmente plantado de 1983 a 1984, el jardín fue remodelado e incrementado de 1994 a 1995 para mejorar su salud de las plantas en general y para proporcionar alimento y hábitat para las mariposas y los pájaros. Dos semanas después de su finalización, más de una docena de especies de mariposas visitaron el jardín, incluyendo una elegantemente hermosa púrpura Rojo-Manchada (Limenitis arthemis). Entre las plantas Eupatorium sp., Rudbeckia fulgida, Echinacea purpurea, Buddleia davidii, Lupinus polyphyllus, Aquilegia sp., Rudbeckia maxima, Ilex verticillata.
- Susan B. Hanson Memorial Naturalists' Garden(Jardines naturalistas en honor de Susan B. Hanson), Inaugurado en 1991, el 85 'x 100' el jardín naturalista se plantó como un "patio trasero modelo", diseñado para mostrar cómo los propietarios de viviendas podría ser mantenido en su propiedad por los efectos ecológicos positivos. Situado al oeste del invernadero Solar, cuenta en su diseño con especies nativas y naturalizadas largo de las plantas que se benefician de una amplia gama de flora y fauna local, desde los insectos hasta los mamíferos, al proporcionar alimentos, anidación y áreas de refugio.
- Greenhouse (Invernadero), el invernadero con 4,000 pies cuadrados (370 m²) fue abierto al público en 1983. Diseñado por el arquitecto Donald Watson, este edificio ganó premios nacionales de conservación de la energía y el diseño solar. El interior incluye exposiciones vivas, incluidas las especies exóticas, además de las áreas de trabajo y un aula. Muchos de los programas de horticultura del Centro de la Naturaleza se presentan en el espacio de invernadero. El invernadero está abierto al público.

En la esquina sureste del invernadero hay una casa de aclimatación construida entre el 2002 y el 2003. Desplegado como un proyecto de Eagle Scout, con financiamiento de la Fundación Chilton. Se utiliza para aclimatar plantas de la casa procedentes del invernadero.
"New Canaan Nature Center" cuenta con muchos programas de la naturaleza durante todo el año, incluyendo la Feria de Otoño cada mes de octubre, y las celebraciones del arce azucarado en primavera.